# Mnogoznaal
Mnogoznaal (рус. Многозна́л; настоящее имя — Максим Геннадьевич Лазин; род. 15 июля 1993, Печора, Республика Коми) — российский рэпер, битмейкер родом из Печоры, Республика Коми. Музыку Максим пишет под псевдонимом Fortnoxpockets. Бывший участник YungRussia и Litalima.

## Биография
Максим Лазин начал свой путь в музыкальной сфере под псевдонимом Fortnoxpockets в роли битмейкера, чуть позже, взяв никнейм Mnogoznaal, начал записываться под собственный продакшн.
В 2013 году Mnogoznaal вместе с рэпером Tilmil решили создать объединение музыкантов с Крайнего Севера, чтобы делиться опытом и помогать друг другу. Позже объединение вышло за установленные рамки и к нему присоединились исполнители со всего СНГ, но из-за внутренних разногласий было принято решение всем двигаться по отдельности. В начале 2017 года творческое объединение прекратило своё существование.
В 2014 году Максим стал участником Dead Dynasty. В этом же году появились мини-альбомы «Марш Слонов» и «Иферус: Приквел».
«Марш Слонов» и «Иферус: Приквел» это мини-альбомы, а «Белые Долины» и «Ночной Ловец Солнца» — CINTAPE.
CINTAPE — по объяснению Mnogoznaal’а, собственный формат, особенность которого в том, что музыкальный релиз целиком несёт в себе определённую художественную концепцию, а сами песни являются в некотором роде саундтреками к произошедшим ситуациям. На каждом релизе имеются персонажи (выдуманные или из реальной жизни), а сам музыкальный релиз идёт по абстрактному сценарию.
В 2015 году Максим проходил службу в армии, где написал большую часть своего следующего альбома «Ночной Ловец Солнца».
«Ночной Ловец Солнца» — альбом, который не имеет прямого отношения к истории Иферуса, а уже больше говорит о собственном опыте и переживаниях Mnogoznaal’а. Концепция релиза выстроена вокруг теории главного лирического героя о трёх путях. Суть теории описывается в вводном треке. Сам музыкальный релиз выстроен так, что в трёх эпизодах жизнь героя развивается зависимо от его изначального настроя.
Следующий альбом под названием «Гостиница „Космос“» был выпущен 19 января 2018 года. Он, в основном, посвящён городу Печора, в котором вырос Максим.
В начале 2020 года принял участие в записи альбома Фараона «Правило».
24 апреля 2020 года был выпущен альбом «Круг Ветров».
17 ноября 2023 года, почти через 2 года после предыдущего релиза, выпущенного 19 ноября 2021 года «Без Обид», был выпущен альбом «Клуб Без Танцев», состоящий из 15 треков.

## Дискография

### Студийные альбомы
- «Иферус: Белые Долины» (2015)
- «Ночной Ловец Солнца» (2016)
- «Гостиница Космос» (2018)
- «Круг Ветров» (2020)
- «Клуб Без Танцев» (2023)

### Мини-альбомы
- «Марш Слонов» (2014)
- «Иферус: Приквел» (2014)

### Синглы
- «К. Ц.» (2012)
- «Мне не сделать хедшот» (2014)
- «Жалкий Червь / Azibo» (2015)
- «Sin Cara» (2015)
- «Зарни» (2016)
- «Белый Кролик» (2016)
- «Герой (при уч. Pharaoh & Ноггано)»
- «Muna» (2017)
- «DOF» (2019)
- «Антигерой» (2019)
- «Без обид» (2021)
- «Эти огни» (2023)

### Гостевое участие
- «Пекло» (Dolor, Pharaoh, 2015)

- «Rock Star» («Raпisdeaц», Novo, 2016)

- «Без меня» (Pink Phloyd, Pharaoh, 2017)

- «Метель» («Прометей роняет факел», Horus, 2018)

- «Семейные узы» («Правило», Pharaoh, 2020)

- «Топ Дог. Пролог» («Топ дог», 39, 2021)

- «Акид» (сингл, Pharaoh, 2021)

### Видеоклипы
- «Sin Cara» (2015)
- «Зарни» (2016)
- «Белый Кролик» (2016)
- «Ты Тупой» (2017)
- «Z-Pam» (2017)
- «Дико Например» (2017)
- «МИНУС 40» (2018)
- «Гостиница „Космос“» (2019)
- «Антигерой» (2019)
- «Дуга (Trip Video)» (2020)
- «Колхозник (Trip Video)» (2020)
- «Много Лиц (Trip Video)» (2020)
- «Без обид» (2021)
- «Акид» (feat. PHARAOH) (2021)
- «Клуб Без Танцев» (2023)
- «C-Zone» (2024)